# Europawahl 1979
Die Europawahl im Juni 1979 war die erste Europawahl zum Europäischen Parlament in der Geschichte der Europäischen Gemeinschaft. Sie fand zwischen dem 7. und 10. Juni 1979 statt. Die vorherigen Europäischen Parlamente waren durch Vertreter der nationalen Parlamente gebildet. Es wurde in allen neun Mitgliedstaaten gemäß den jeweiligen nationalen Wahlgesetzen durch das Volk gewählt. Die durchschnittliche Wahlbeteiligung betrug 63 Prozent. Stärkste Fraktion wurde die Sozialistische Fraktion. Simone Veil wurde zur Parlamentspräsidentin gewählt.

## Sitzverteilung
| Fraktion                       | Fraktion                                                                                             | Richtung                                     | Mandate   | % Mandate |
| ------------------------------ | --- | -------------------------------------------- | --------- | --------- |
|                                | Sozialistische Fraktion                                                                              | Sozialisten                                  | 113 / 410 | 27,6      |
|                                | Fraktion der Europäischen Volkspartei                                                                | Christdemokraten                             | 107 / 410 | 26,1      |
|                                | Europäische Demokraten                                                                               | Konservative                                 | 64 / 410  | 15,6      |
|                                | Fraktion der Kommunisten und Nahestehenden                                                           | Kommunisten                                  | 44 / 410  | 10,7      |
|                                | Liberale und Demokratische Fraktion                                                                  | Liberale                                     | 40 / 410  | 9,8       |
|                                | Fraktion der Europäischen Demokraten für den Fortschritt                                             | Gaullisten, Konservative                     | 22 / 410  | 5,4       |
|                                | Fraktion für die technische Koordinierung und Verteidigung der unabhängigen Gruppen und Abgeordneten | Radikalliberale, EU-Skeptiker, Nationalisten | 11 / 410  | 2,7       |
|                                | Fraktionslose                                                                                        | –                                            | 9 / 410   | 2,2       |
|                                | |                                              |           |           |
| Quelle: Europäisches Parlament | |                                              |           |           |

- Erhard Jakobsen (Dänemark, CD): Fraktion ED[4] statt Fraktion NI.

### Sitzverteilung nach Ländern und Parteien

Zusammensetzung der Delegationen der einzelnen Mitgliedstaaten nach den Wahlen

| Land                   | Detail   | Fraktionen    | Fraktionen   | Fraktionen   | Fraktionen        | Fraktionen  | Fraktionen | Fraktionen       | Fraktionen | Gesamt |
| Land                   | Detail   | SOZ           | EVP          | ED           | KOM               | LD          | DEP        | CDI              | NI         | Gesamt |
| ---------------------- | -------- | ------------- | ------------ | ------------ | ----------------- | ----------- | ---------- | ---------------- | ---------- | ------ |
| Belgien                | Ergebnis | 4 PS 3 SP     | 7 CVP 3 PSC  |              |                   | 2 PVV 2 PRL |            | 1 VU             | 2 FDF      | 24     |
| Deutschland            | Ergebnis | 35 SPD        | 34 CDU 8 CSU |              |                   | 4 FDP       |            |                  |            | 81     |
| Dänemark               | Ergebnis | 4 S           |              | 2 KF 1 CD    | 1 SF              | 3 V         | 1 FP       | 4 FB mod EF      |            | 16     |
| Frankreich             | Ergebnis | 19 PS 2 MRG   | 8 UDF 1 CNI  |              | 17 PCF 1 UP 1 PCR | 17 UDF      | 15 RPR     |                  |            | 81     |
| Irland                 | Ergebnis | 4 LAB         | 4 FG         |              |                   | 1 Unabh.    | 5 FF       | 1 Unabh.         |            | 15     |
| Italien                | Ergebnis | 9 PSI 4 PSDI  | 29 DC 1 SVP  |              | 24 PCI            | 3 PLI 2 PRI |            | 3 PR 1 PdUP 1 DP | 4 MSI-DN   | 81     |
| Luxemburg              | Ergebnis | 1 LSAP        | 3 CSV        |              |                   | 2 DP        |            |                  |            | 6      |
| Niederlande            | Ergebnis | 9 PvdA        | 10 CDA       |              |                   | 4 VVD       |            |                  | 2 D66      | 25     |
| Vereinigtes Königreich | Ergebnis | 17 LAB 1 SDLP |              | 60 CON 1 UUP |                   |             | 1 SNP      |                  | 1 DUP      | 81     |

## Mitglieder des Parlaments

### Sitzverteilung nach Ländern
Die Verteilung der Sitze nach Mitgliedsland war wie folgt geregelt:
- Belgien: 24
- Dänemark: 16
- Deutschland: 81
- Frankreich: 81
- Irland: 15
- Italien: 81
- Luxemburg: 6
- Niederlande: 25
- Vereinigtes Königreich: 81

Dazu kamen vom nationalen Parlament bestimmt 24 Beobachter aus Griechenland. Nach dem Beitritt des Landes am 1. Januar 1981 wurden diese Mitglieder des Parlaments. Am 18. Oktober 1981 wurden die griechischen Abgeordneten vom Volk gewählt.
- Griechenland: 24